# Helmuth Plessner
Helmuth Plessner (4. září 1892 Wiesbaden – 12. června 1985 Göttingen) byl německý filosof a sociolog, čelný představitel filosofické antropologie.

## Život a dílo
Plessner studoval medicínu, zoologii a filosofii v Göttingenu a v Heidelbergu (mimo jiné u H. Driesche a E. Husserla), 1916 promoval v Erlangenu a 1920 se habilitoval ve filosofii v Kolíně. Roku 1923 vydal knihu Jednota smyslů a 1924 Hranice společenství, kritika sociálního radikalismu. Od roku 1928 pracoval společně s Max Schelerem a v roce 1928 vyšlo jeho hlavní dílo Stupně organického a člověk. Úvod do filosofické antropologie. Roku 1933 byl pro židovský původ svého otce propuštěn, utekl do Istanbulu a s pomocí svého přítele Buytendijka dostal azyl v holandském městě Groningenu, kde přednášel sociologii. V roce 1935 vyšla první verze později slavné knihy Opožděný národ, analýza nastupujícího nacismu v Německu, a roku 1941 Smich a pláč. O mezích lidského chování. Po obsazení Holandska roku 1940 se musel skrývat.
Od roku 1946 byl profesorem sociologie v Groningenu a v letech 1952–1961 na univerzitě v Göttingenu, kde toto studium zakládal. Věnoval se hlavně sociologii továrního světa a sportu. Jako emeritus byl profesorem na New School for Social Research v New Yorku a nakonec profesorem filosofie v Curychu. Téměř do konce života pracoval a publikoval.

## Myšlení a význam
Plessner patří spolu s Schelerem a mladším A. Gehlenem k zakladatelům filosofické antropologie, filosofického směru, který vznikl v první polovině 20. století ze snahy nově uchopit otázku člověka, a to ze širšího základu, než nabízela sebereflexe, vnitřní zkušenost a pojmy tradiční filosofie. Byla tedy výbornou příležitostí k setkání filosofů a vědců, zejména lékařů, biologů a etologů, kteří se společně snažili jednak podepřít filosofickou reflexi výsledky moderních věd, jednak prohloubit myšlení a modely těchto věd, pokud se týkají člověka. Stavěla se tedy a staví proti karteziánskému dualismu duše a těla, striktnímu oddělení subjektu a objektu – to znamená jednak proti výlučnému zaměření na vlastní zkušenost myslícího subjektu o sobě, ale také proti reduktivním postupům a příliš zjednodušeným modelům věd.
Plessnerův obraz člověka navazuje na Aristotela a vidí lidskou bytost jak v souvislosti s ostatními živočichy (tři „stupně organického“: rostlina, zvíře, člověk), tak také v její nezaměnitelné odlišnosti. Plessner hovoří o „umělé přirozenosti“ člověka, jemuž je „přirozeně“ vlastní tvořivost a fantazie, s jejíž pomocí si vytváří své umělé světy jazyka, kultury, společnosti a politiky. Lidský vztah ke světu je podstatně složitější než u zvířat, protože je vždy spojen s jistým odstupem, je předmětem reflexe a tudíž zprostředkován jazykem. Člověka tak podle něho charakterizuje „excentrické postavení“ (exzentrische Positionalität) bytosti, jež žije a myslí mimo sebe a v utopii společnosti.
Plessnerovo hlavní dílo bylo dlouho ve stínu Heideggerova „Bytí a čas“, který se také snažil o překonání Descartesova rozdělení, který však vyšel o rok dříve a strhoval brilancí filosofického provedení. Teprve po vydání Plessnerových Sebraných spisů (Gesammelte Schriften 1-10, Frankfurt a/M 1981–1985) se zájem o jeho dílo výrazně oživil a produkuje řadu významných, zejména také interdisciplinárních děl. Od roku 1999 pracuje Společnost H. Plessnera ve Freiburgu i. B. a odborná pracoviště na řadě dalších univerzit, například na TU Dresden.

## Spisy
- H. Plessner, Co bude s Německem? Brno 1947

- (německy)
- Die wissenschaftliche Idee, ein Entwurf über ihre Form (1913)
- Krisis der transzendentalen Wahrheit im Anfängen (1918)
- Die Einheit der Sinne. Grundlinien einer Ästhesiologie des Geistes (1923)
- Grenzen der Gemeinschaft. Eine Kritik des sozialen Radikalismus (1924)
- Die Stufen des Organischen und der Mensch. Einleitung in die philosophische Anthropologie (1928)
- Macht und menschliche Natur. Ein Versuch zur Anthropologie der geschichtlichen Weltansicht (1931)
- Die verspätete Nation. Über die politische Verführbarkeit bürgerlichen Geistes (1935)
- Zur Anthropologie des Schauspielers (1948)
- Lachen und Weinen. Eine Untersuchung der Grenzen menschlichen Verhaltens (1941)
- Das Lächeln (1950)
- Die Frage nach der Conditio humana (1961)
- Die Emanzipation der Macht (1962)
- Anthropologie der Sinne (1970)